# Alois Holík
Alois Holík (nascido em 23 de setembro de 1947) é um ex-ciclista olímpico tchecoslovaco. Representou sua nação nos Jogos Olímpicos de Verão de 1972, na prova de corrida individual em estrada.